# Байжанбаев, Жан
Жанат Ануарбекович (Жан) Байжанбаев (род. 5 августа 1961 года, Алма-Ата, Казахская ССР, СССР) — советский и казахский киноактёр, Заслуженный деятель Казахстана (2005), член Союза кинематографистов СССР (1987).

## Биография
Родился 5 августа 1961 года в Алма-Ате. Мать — Гульжавгар Байжанбаева (ум. январь 1999 года), работала в газете «Социалистический Казахстан». Отец — журналист Ануарбек Аукенов (ум.1961 году). Племянник диктора Государственного комитета Казахской ССР по телевидению и радиовещанию, народного артиста Казахской ССР (1973; заслуженного артиста Казахской ССР — с 1967 года), почётного радиста СССР (1958) Ануарбека Ныгметжановича Байжанбаева (26 марта 1923, Семипалатинск — 21 октября 1989, Алма-Ата). В школьные годы занимался плаванием, греко-римской борьбой, конькобежным спортом. С отличием окончил актёрский факультет Алма-Атинского государственного театрально-художественного института в 1982 году. В конце 80-х в городе Алматы играл в молодёжном театре где исполнил немало ролей во многих спектаклях. Играл в театре «Знакомые лица» в городе Алматы. В 2013 году играл в спектакле "Америка" по одноимённому роману Ф.Кафки. Постановку осуществил Андреас Мерц из берлинского театра Фольксбюне.
С 1984 года штатный актёр киностудии «Казахфильм» имени Ш. Айманова, где и работает с 1978 года.
В 1996—2000 годах актёр исполнял роль хозяина киоска Аскара в первом казахстанском телесериале «Перекрёсток». В первый год выхода сериала он открыл одноимённое кафе, но через полгода закрыл его из-за творческой занятости.
С 2002 по 2004 годы — начальник актёрского отделения киностудии АО «Казахфильм» им. Ш. Айманова. В 2016 году был в составе жюри «Мисс Алматы-2016». В 2017 году снялся в рекламе чая «Шах».
С 1 июля 2025 года является амбассадором флагманской киностудии Jan Production. В 2025 году стал официальным амбассадором Hyundai PALLISADE.

## В телевидении
- В 1985 году дебютировал как телеведущий в утренней музыкальной программе, в 2002 году вёл в прямом эфире[14] утреннюю программу и игровое шоу «Выбери меня»[14] на телеканале «Южная столица» затем на телеканале «Астана» около года вёл передачу о современных технологиях.[3] В 2010 году на телеканале «ЕлАрна» вёл программу «Что наша жизнь…Истории из жизни с Жаном Байжанбаевым».[3] Стоит отметить, что аналогичную программу на казахском языке вёл Ерик Жолжаксынов.[3] Был ведущим утренной передачи «Жаңа күн» на канале «Хабар».[15] С сентября 2019[16] года ведёт утренную программу «Таңғы STUDIO» на телеканале «Almaty TV»[17]

## Личная жизнь
- С 12 ноября 1982 года женат на Гульнаре Байжанбаевой (род.10.10.[18]1959), по профессии архитектор,[6] в прошлом популярная фотомодель[19],с которой он встречался 4 года до их свадьбы.[4][5][20] Супруги имеют двух дочерей: Диляра (род.1983) и Рамина (род.08.02.1991).
  1. Диляра Байжанбаева актриса, выпускница КазУМОиМЯ[21] по специальности «Романо-германская филология»[7] по образованию филолог, в совершенстве владеет французским языком,[22] снялась в картинах «Урановый тайфун», "Молоко! Сметана! Творог!" и в сериале "Отдел особого назначения" и многих других.[5] Супруг - бизнесмен Алишер Алишев. У пары трое детей:
    1. 2 августа 2014 года в Париже в клинике La Muette родилась дочь, внучка актёра. Малышку назвали Амели[22][23][24][25].
    2. 17 ноября 2016 года стала известно, что у пары родилась вторая дочь — Алика.
    3. 27 августа 2020 года родился сын Ален.

  2. Рамина Байжанбаева, выпускница КазНАИ имени Т.Жургенова, училась на продюсера и режиссёра кино,[21] замужем за начинающим казахстанским режиссёром Артуром Исабаевым, у супружеской пары есть 2 дочери:
    1. Есения (род.17.03.2014.)
    2. Дениза (24.01.2020).[5][26]

## Интересные факты
- Настоящая фамилия актёра — Аукенов.[4]
- В армии служил в закрытом городе Сосновоборск в Красноярском крае.[5]
- Учился на одном курсе вместе с Саги Ашимовым.[5]
- Дебютная роль актёра, фильм-катастрофа Леонида Аграновича «Щит города»(1979), экранных родителей играли народная артистка СССР Фарида Шарипова и народный артист Казахстана Ануарбек Молдабеков. На тот момент актёру было всего 16 лет.[6][27]
- В конце 80-х в молодёжном театре при подготовке одного из спектаклей упал с высоты, сломал пяточные кости обеих ног. Оказался прикован к постели на долгие месяцы, месяц лежал в гипсе на больничной койке, полгода провёл в больнице.[6]
- В 1991 году Жан Байжанбаев был в числе организаторов первого и последнего кинофестиваля «Жибек жолы», который проходил в Шымкенте.[3][6]
- В 1993 году озвучил персонажа Орала из фильма «Станция любви»[16]
- В одном из интервью актёр говорил "я родился в актёрской семье, с детства меня окружали любимые артисты, поэтому то, что я буду актёром, я знал уже в пятом или шестом классе. После школы я поступил в театрально-художественный институт и во время учёбы снялся в шести-семи картинах. У меня была возможность перевестись в Москву, в мастерскую Алексея Баталова, но я решил учиться у своих земляков "[6]
- На роль в фильме «Рэкетир» режиссёр фильма пригласил Жана Байжанбаева совершенно без проб.[4]
- В 2009 году принял участие в акции «Астананы бірге саламыз!».[28]
- В 2012 году стал победителем премии телеканала Fashion TV и журнала Forbes Kazakhstan «Джентльмены года» вместе с Асанали Ашимовым.[29]
- В 2012 году вместе с женой участвовал в телепрограмме «Саған сенемін. Мой лучший».[30]
- В 2013 году, в рамках проекта литературных чтений «Уроки литературы» в котором Жан Байжанбаев с другими знаменитостями читал отрывки из произведений мировой классики, позднее и казахстанских авторов.[31]
- Принимает участие в благотворительных акциях, не афиширует.[6]

## Фильмография
| №   | Год        | Название                                                   | Роль                                                                                  | Примечания   |
| --- | ---------- | ---------------------------------------------------------- | ------------------------------------------------------------------------------------- | ------------ |
| 1.  | 1979       | «Щит города»                                               | Булат, сын главного инженера                                                          |              |
| 2.  | 1979       | «Невеста для брата»                                        | Батырбек                                                                              | главная роль |
| 3.  | 1980       | «Мы — взрослые»                                            | Жоламан                                                                               | главная роль |
| 4.  | 1981       | «Поговорим по-русски»                                      |                                                                                       |              |
| 5.  | 1982       | «До свидания, Медео»                                       | эпизод (нет в титрах)                                                                 |              |
| 6.  | 1982       | «Дыня»                                                     | жених (нет в титрах)                                                                  |              |
| 7.  | 1982       | «Красная юрта»                                             | эпизод                                                                                |              |
| 8.  | 1982       | «У кромки поля» (драма-спорт)(фильм)                       | эпизод                                                                                |              |
| 9.  | 1983       | «Отчим»                                                    | Марат                                                                                 |              |
| 10. | 1985       | «Знай наших!»                                              | кадет (нет в титрах)                                                                  |              |
| 11. | 1985       | «Мой дом на зеленых холмах»                                | Кайрат Омарович                                                                       |              |
| 12. | 1985       | «Начни с себя»                                             |                                                                                       |              |
| 13. | 1986       | «История слабой женщины»                                   | Эскендир                                                                              |              |
| 14. | 1986       | «На перевале»                                              | сын водовоза                                                                          |              |
| 15. | 1986       | «Первый парень»                                            | Юра (нет в титрах)                                                                    |              |
| 16. | 1986       | «Полынь»                                                   | Омаш                                                                                  |              |
| 17. | 1986       | «Потерпевшие претензий не имеют»                           | Тулегенов, лейтенант милиции                                                          |              |
| 18. | 1986       | «Человек на мотоцикле»                                     | Ахан                                                                                  | главная роль |
| 19. | 1988       | «Шаг/А Step» (СССР, Япония)                                | Рустам                                                                                |              |
| 20. | 1990       | Под северным сиянием                                       | Алёша                                                                                 |              |
| 22. | 1990       | «Армавир»                                                  | Тимур                                                                                 |              |
| 23. | 1991       | «Кайсар»                                                   | певец                                                                                 |              |
| 24. | 1993       | «О, рока несчастные дети»                                  |                                                                                       |              |
| 25. | 1993       | «Абулхаиыр хан» (фильм)                                    | эпизод                                                                                |              |
| 26. | 1994       | «Кодекс молчания-2 (фильм)»                                | Хаджинур Орезов                                                                       |              |
| 27. | 1995 —2000 | «Перекрёсток»                                              | Аскар, хозяин киоска (серии 1—300)                                                    |              |
| 28. | 2004       | «Господа офицеры»                                          | Рахат Асланбеков, брат Нурали                                                         |              |
| 29. | 2004       | «Дом у солёного озера» Home near salt lake (Казахстан)     | Сарсен Мирзагалиев                                                                    |              |
| 30. | 2007       | Человек-ветер (Казахстан)                                  | Серик                                                                                 |              |
| 31. | 2007       | «Рэкетир»                                                  | Бизнесмен Жан                                                                         |              |
| 32. | 2008       | «В городе А» (Казахстан)                                   | Дамир                                                                                 |              |
| 33. | 2009       | «Братья» (сериал, Казахстан)                               | бизнесмен Жан                                                                         |              |
| 34. | 2009       | «Рай для мамы» (Иран, Казахстан, Россия)                   |                                                                                       |              |
| 35. | 2010       | «Рывок                                                     | Виктор Иванович                                                                       |              |
| 36. | 2011       | «Сагыныш» (документальный фильм о Саги Ашимове)(Казахстан) | камео                                                                                 |              |
| 37. | 2011       | «Сказочный рай»                                            |                                                                                       |              |
| 38. | 2011—2013  | «Побег из аула» (сериал, Казахстан, три сезона)            | Кайрат аға                                                                            |              |
| 39. | 2011       | «Айналайын»                                                | Кайсар                                                                                |              |
| 40. | 2011       | «К вам едет доктор Ахметова»                               | Эльдар, коллега физика Володи                                                         |              |
| 41. | 2011       | «Ликвидатор»                                               | Марат/Отец Арсена                                                                     |              |
| 42. | 2011       | «Урановый тайфун» (сериал)(Казахстан, Россия)              | подполковник КНБ                                                                      |              |
| 43. | 2012       | «Приключения Бахи и Тахи. Сказочный Лес»                   | Бизнесмен Марат, отец Бахи и Тахи / старий, волшебник который летает на огромном орле |              |
| 45. | 2012       | «Оазис любви»                                              | Амир Баятович Атабаев                                                                 |              |
| 46. | 2012       | «Мафия: кровавый туз» (Казахстан)                          | Жан                                                                                   |              |
| 47. | 2013       | «Мужская история» (Казахстан)                              | Талгат                                                                                | главная роль |
| 48. | 2013       | «Отдел особого назначения»                                 |                                                                                       |              |
| 49. | 2013       | «Такая это штука жизнь»                                    | банкир (эпизод)                                                                       |              |
| 50. | 2013       | «Путь лидера. Огненная река. Железная гора. Көшбасшы жолы» | председатель профкома                                                                 |              |
| 51. | 2013       | «Сговор» (Казахстан)(Узбекистан)                           | Кайыржан                                                                              |              |
| 52. | 2014       | «Перекресток в Астане» (телевизионная новелла, Казахстан)  | психолог Мурат Жайдарович                                                             |              |
| 53. | 2015       | «Игра на вылет» (мини-сериал, Казахстан)                   | Арман                                                                                 |              |
| 54. | 2015       | «Навстречу мечте» (мини-сериал, Казахстан)                 | сотрудник акимата                                                                     |              |
| 55. | 2015       | «Рэкетир-2: Возмездие»                                     | бизнесмен Жан                                                                         |              |
| 56. | 2016       | «Моя чужая» (фильм)                                        | отец Айлин                                                                            |              |
| 57. | 2016       | «Бизнес по-казахски» (Казахстан)                           | Ален                                                                                  |              |
| 58. | 2017       | «Слепая любовь» (Казахстан)                                | Арман Еркинович                                                                       |              |
| 59. | 2017       | «Бизнес по-казахски в Америке» (Казахстан)                 | Ален                                                                                  |              |
| 60. | 2017       | «Логово» («Апан»; Казахстан)                               | Бек                                                                                   |              |
| 61. | 2018       | «Каникулы в Таиланде» (Казахстан)                          | Мафиози                                                                               |              |
| 62. | 2018       | «Жених на 5 дней» (Казахстан)                              | отец Ержана                                                                           |              |
| 63. | 2018       | «Той любой ценой» (Казахстан)                              | Жомарт                                                                                |              |
| 64. | 2018       | «Жена - не стена» (фильм-комедия)(Казахстан)               | Акылбек                                                                               |              |
| 65. | 2018       | «Время» (драматический сериал, Казахстан)                  | богатый и влиятельный человек Жомарт Асхатович                                        |              |
| 66. | 2018       | «Путь лидера. В эпицентре мира»(фильм)(Казахстан)          | Адильбек Жаксыбеков                                                                   |              |
| 67. | 2018       | «Бизнес по-казахски в Африке» (фильм)(Казахстан)           | Ален                                                                                  |              |
| 68. | 2019       | «Энциклопедия счастливых чудовищ» (сериал)(Казахстан)      |                                                                                       |              |
| 69. | 2019       | «Аким» (фильм)(Казахстан)                                  | отец Азамата                                                                          |              |
| 70. | 2019       | Паранормальное наследство (фильм)(Казахстан)               | дядя Аскар                                                                            |              |
| 71. | 2019       | «Бизнес по-казахски в Корее» (фильм)(Казахстан)            | Ален                                                                                  |              |
| 72. | 2021       | «ГОК» (короткометражный сериал)(Казахстан)                 | аким                                                                                  |              |
| 73. | 2021       | «Бизнес по-казахски в Турции» (фильм)(Казахстан)           | Ален                                                                                  |              |
| 74. | 2021       | «Портье: Мальчик на побегушках» (фильм)(Казахстан)         | Ильяс                                                                                 |              |
| 75. | 2021       | «Salem men Nurlan Koyanbayev» (веб-сериал)(Казахстан)      | в роли самого себя                                                                    |              |
| 76. | 2022       | «Күшік құда:квартиранты» (фильм)(Казахстан)                | Эльдар                                                                                |              |
| 77. | 2022       | «Агашки по вызову 2: Начало» (фильм)(Казахстан)            | Турсын                                                                                |              |
| 78. | 2022       | «Бизнес по-казахски в Индии» (фильм)(Казахстан)            | Ален                                                                                  |              |
| 79. | 2022       | «Бишарашки» (фильм)(Казахстан)                             | Байтемир                                                                              |              |
| 80. | 2023       | «ГОК» (фильм)(Казахстан)                                   | аким                                                                                  |              |
| 81. | 2023       | «Ищу TOQAL для мужа» (фильм)(Казахстан)                    | хирург Аман Сакенович                                                                 |              |
| 82. | 2023       | «Конфеты для дочки» (кор.фильм)(Казахстан)                 | Нургали                                                                               |              |
| 83. | 2023       | «Шала бандиты» (трагикомедия)(Казахстан)                   | Серик                                                                                 |              |
| 84. | 2023       | «Менің үйім қайда?» (Где мой дом?)(Казахстан)              | профессор Женис Альфредович                                                           |              |
| 85. | 2023       | «Научи меня жить» (Казахстан)                              | Ален                                                                                  |              |
| 86  | 2023       | «Бизнес по-казахски в Бразилии» (Казахстан)                | Ален                                                                                  |              |
| 87  | 2023       | «Бишарашки 2:общага» (фильм)(Казахстан)                    | Байтемир                                                                              |              |
| 88  | 2024       | Бишарашки в Таиланде (фильм)(Казахстан)                    | Байтемир                                                                              |              |
| 89  | 2025       | «Реальное кино» (фильм)(Казахстан)                         | камео                                                                                 |              |
| 90  | 2026       | «Бизнес по-казахски в Австралии» (Казахстан)               | Ален                                                                                  |              |